# Heřman Petr Künigl
Heřman Petr hrabě Künigl (německy Hermann Peter Graf Künigl, Freiherr von Ehrenburg und Warth) (24. dubna 1765 Bezděkov – 30. května 1853 Vídeň) byl rakouský generál. Od roku 1785 sloužil v císařské armádě, uplatnil se jako důstojník dělostřelectva, vynikl účastí v napoleonských válkách, svou kariéru završil v druhé nejvyšší armádní hodnosti polního zbrojmistra.

## Životopis
Pocházel ze starého šlechtického rodu z Tyrolska povýšeného v roce 1662 do hraběcího stavu. Patřil k linii, která se počátkem 18. století usadila v Čechách. Narodil se na zámku Bezděkov jako nejmladší syn krajského hejtmana Šebestiána Františka Künigla (1720–1783) a jeho manželky Marie Terezie, rozené Černínové z Chudenic (1724–1800), kmotrem byl Heřman Jakub Černín. V sedmnácti letech vstoupil do armády a jako dělostřelecký důstojník vynikl již ve válce s Tureckem při dobytí Bělehradu (1789). Poté bojoval ve válkách s revoluční Francií, v roce 1794 dosáhl hodnosti kapitána. Krátce nato padl do zajetí, ze kterého byl propuštěn výměnou za francouzského důstojníka. V roce 1800 byl povýšen na majora a o rok později získal titul císařského komorníka. Postupoval v hodnostech (podplukovník 1807, plukovník 1809) a v Napoleonově tažení z roku 1809 (válka páté koalice) byl velitelem dělostřelectva 4. armádního sboru. Pod velením generála Rosenberga bojoval ve vítězné bitvě u Aspern, v následující prohrané bitvě u Wagramu pod ním padl kůň.
V roce 1812 byl povýšen na generálmajora a o rok později se vyznamenal v bitvě u Lipska (1813), načež od ruského cara Alexandra I. získal Řád sv. Anny. Po napoleonských válkách byl velitelem dělostřelectva ve spolkové pevnosti v Mohuči a krátce působil u spojenecké okupační armády ve Francii. V roce 1819 obdržel pruský Řád červené orlice a od roku 1821 byl členem dvorské válečné rady ve Vídni. V roce 1826 dosáhl hodnosti polního podmaršála, v roce 1834 byl jmenován tajným radou a v roce 1841 byl nakonec povýšen na polního zbrojmistra. Mezitím obdržel komandérský kříž uherského Řádu sv. Štěpána (1838). I když již od konce napoleonských válek nebojoval, penzionován byl formálně až v roce 1848.
Se svými staršími bratry vlastnil po otci panství Bezděkov, které společně prodali v roce 1802. Nejstarší z bratrů Kašpar Heřman (1745–1824) patřil k významným osobnostem vlastnil v západních Čechách panství Bezděkov a patřil k významným osobnostem zednářského hnutí. Heřmanovi synovci Vincenc (1801–1868) a Alois (1808–1870) dosáhli v rakousko-uherské armádě hodnosti generálmajora a zemřeli jako bezdětní poslední potomci české větve Küniglů.